# Řepín
Řepín là một làng thuộc huyện Mělník, vùng Středočeský, Cộng hòa Séc.